# أليكس تيسي
أليكس تيسي (بالإنجليزية: Alex Tse)‏ (مواليد 1976) هو كاتب سيناريوهات أفلام أمريكي من أصل صيني .

## الخلفية
ولد أليكس تسي عام 1976 لأب مصرفي وأم معلمة و  نشأ في سان فرانسيسكو .
بعد تخرجه من الكلية، انتقل إلى لوس أنجلوس في ديسمبر 1998 لمتابعة مهنة الكتابة.
 عمل لمدة ثلاث سنوات في إنتاج مقاطع فيديو الراب ووظائف بدوام جزئي لشركة Miramax Films و Walt Disney Pictures .

## روابط خارجية
- أليكس تيسي على موقع IMDb (الإنجليزية)
- أليكس تيسي على موقع ألو سيني (الفرنسية)
- أليكس تيسي على موقع أول موفي (الإنجليزية)
- أليكس تيسي على موقع قاعدة بيانات الأفلام السويدية (السويدية)
- أليكس تيسي على موقع قاعدة بيانات الفيلم (الإنجليزية)
- أليكس تيسي على موقع كينوبويسك (الروسية)